# Sago (Portugal)
Sago ist ein Ort und eine ehemalige Gemeinde (Freguesia) im nordportugiesischen Kreis Monção. Die Gemeinde hatte 223 Einwohner (Stand 30. Juni 2011).
Am 29. September 2013 wurden die Gemeinden Sago, Lordelo und Parada zur neuen Gemeinde União das Freguesias de Sago, Lordelo e Parada zusammengeschlossen. Sago ist Sitz dieser neu gebildeten Gemeinde.